# X-chromosomale infantile Spinale Muskelatrophie
Die X-chromosomale infantile Spinale Muskelatrophie ist eine sehr seltene angeborene Form einer Spinalen Muskelatrophie mit Arthrogrypose und X-chromosomaler Vererbung. Hauptmerkmale sind Krankheitsbeginn beim Neugeborenen mit Muskelhypotonie, fehlenden Reflexen, angeborenen Kontrakturen, Gesichtsdysmorphie, Verlust der motorischen Vorderhornzellen und stark reduzierter Lebenserwartung.
Synonyme sind: Arthrogryposis multiplex congenita, distale X-chromosomale; Spinale Muskelatrophie mit Arthrogrypose; Spinale Muskelatrophie, X-chromosomale, Typ 2; englisch XLSMA; Spinal Muscular Atrophy 2, X-Linked; SMAX2.
Die Bezeichnung stammt aus dem Jahre 1988 durch den US-amerikanischen Humangenetiker Frank Greenberg und Mitarbeiter.
Bereits im Jahre 1982 hatten J. G. Hall und Mitarbeiter mehrere klinisch unterschiedliche Typen von X-chromosomaler Arthrogryposis beschrieben.

## Verbreitung
Die Häufigkeit wird mit unter 1 zu 1.000.000 angegeben, die Vererbung erfolgt X-chromosomal-rezessiv.

## Ursache
Der Erkrankung liegen Mutationen im UBA1-Gen auf dem X-Chromosom Genort p11.3 zugrunde, welches für ein Ubiquitin Activating Enzyme kodiert.
Mutationen in diesem Gen finden sich auch beim VEXAS-Syndrom.

## Klinische Erscheinungen
Klinische Kriterien sind:
- bereits vorgeburtlich Polyhydramnion und verminderte Kindsbewegungen
- Krankheitsbeginn beim Neugeborenen
- ausgeprägte Muskelhypotonie, fehlende Eigenreflexe, eingeschränkte Atemmuskulatur
- mehrere angeborene Kontrakturen
- Knochenbrüche kurz nach der Geburt
- Gesichtsdysmorphie mit offenem, zeltartigem Mund (Facies myopathica)
- Kryptorchismus
- Skelettauffälligkeiten wie Kyphose und Skoliose
- stark reduzierte Lebenserwartung durch Atemversagen

## Diagnose
Die Diagnose ergibt sich aus der Kombination klinischer Befunde und kann durch humangenetische Untersuchung gesichert werden.